# Ваньовичі (станція)
Ваньовичі (до 5 квітня 2024 року — Ваньковичі) — проміжна залізнична станція 5-го класу Львівської дирекції Львівської залізниці на електрифікованій лінії Самбір — Чоп між станціями Самбір (11 км) та Старий Самбір (10 км). Розташована в однойменному селі Самбірського району Львівської області.

## Історія
Станція відкрита 1904 році під первинною назвою Ваневиці, в складі дільниці Самбір — Стрілки.
У 1968 році станція електрифікована постійним струмом (=3 кВ) в складі дільниці Самбір — Чоп.
У 1974 році перейменована на Ваньковичі.
5 квітня 2024 року, відповідно розпорядження АТ «Укрзалізниця» № ПК-06/4143, станція перейменована на Ваньовичі

## Пасажирське сполучення
На станції Ваньовичі зупиняються приміські електропоїзди сполученням Львів — Сянки.